# Hermann Thimig

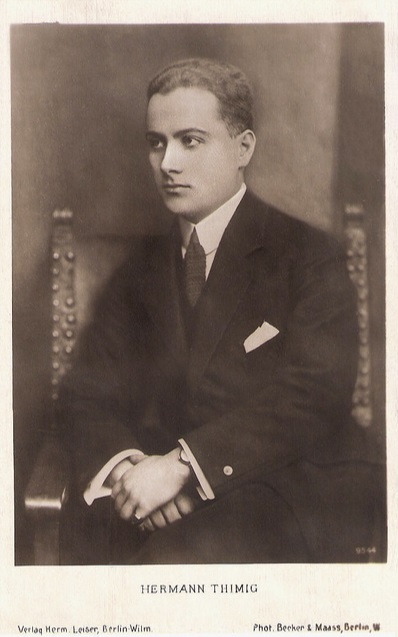
Hermann Thimig, 1918.

Hermann Thimig, född 3 oktober 1890 i Wien, Österrike-Ungern, död 7 juli 1982 i samma stad, var en österrikisk skådespelare och regissör. Han var son till skådespelaren Hugo Thimig, samt syster till Helen Thimig och bror till Hans Thimig. Han scendebuterade vid en teater i Meiningen 1910 där han förblev till 1914. Han fick sitt genombrott som skådespelare vid Deutsches Theater, Berlin under Max Reinhardts ledning 1916. Thimig filmdebuterade samma år. Efter ljudfilmens genombrott vid början av 1930-talet medverkade han i flera komedifilmer, lustspel och operettfilmer. Han drog sig tillbaka från skådespeleriet mot slutet av 1960-talet och tilldelades 1969 filmpriset Filmband in Gold för sin samlade karriär.

## Filmografi, urval
- 1919 – Nürnbergerdockan
- 1920 – Gyllene kronan
- 1921 – Bergkatten
- 1931 – Stenografi och kärlek
- 1931 – Ett litet snedsprång
- 1931 – Min Leopold
- 1932 – En natt i paradiset
- 1932 – En glimt av himlen
- 1932 – Kärlek per telefon
- 1933 – Viktor och Viktoria
- 1934 – Herrar på 3 kvart